# Paul Hombach

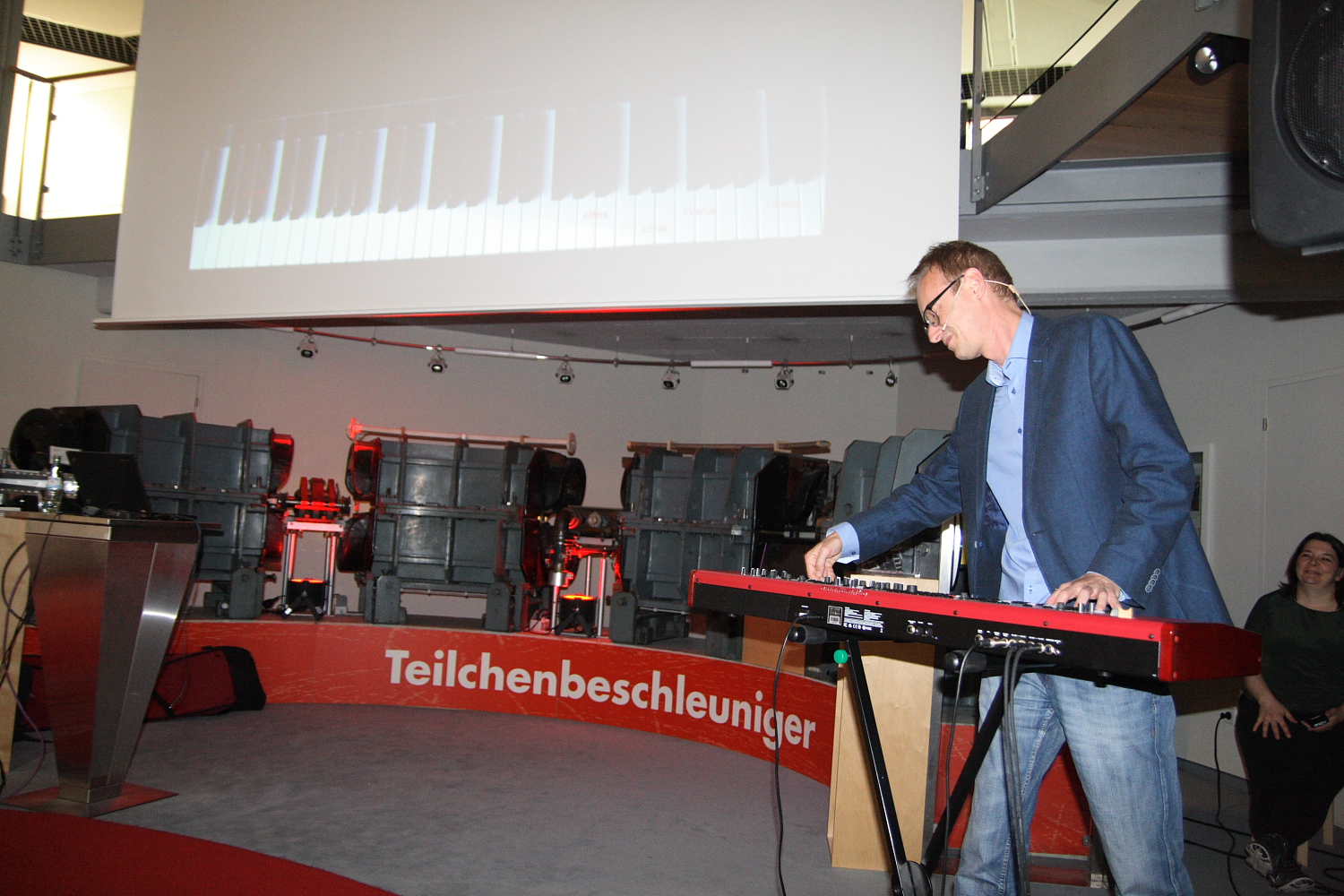
Paul Hombach bei einem Vortrag über Astronomie im Deutschen Museum Bonn

Paul Hombach (* 1964 in Bonn) ist ein deutscher Pianist und Komponist, Schauspieler, Improvisationstrainer und Astronomie-Referent.

## Wirken
Hombach absolvierte ein Musikstudium in Köln. Seit 1980 arbeitete er in zahlreichen Bandprojekten, begleitete Inszenierungen und verschiedene Interpreten mit Keyboard, Klavier und am Flügel.  Er ist unter anderem als Pianist Teil des Ensembles I (Gala-Ensemble) des Improvisationstheaters Die Springmaus in Bonn.
Er beschäftigt sich mit Astronomie, ist Redakteur der zweimonatlich erscheinenden Zeitschrift Abenteuer Astronomie und hält populärwissenschaftliche Vorträge zu diesem Thema, unter anderem in Verbindung mit dem Deutschen Museum, der Universität Bonn und der Stadt Bonn auch im Rahmen des Internationalen Jahres der Astronomie im Juni 2009 bei der Veranstaltung „Sternenfest und Sternenzeit in Bonn“ oder beispielsweise mit seinem Programm „Pauls portables Planetarium“ im Planetarium Bochum.